# Gesloten Cirkel
Gesloten Cirkel is het alias van een Russische techno- en electro-producer. De naam verwijst naar een citaat van I-F in de documentaire When I Sold My Soul to the Machine uit 2004.
De producer debuteerde in 2009 met een zelfgetitelde EP op het Murder Capital label van I-F. In 2014 bracht hij zijn debuutalbum "Submit X" uit. Het album werd goed ontvangen, zo gaf Resident Advisor het een beoordeling van 4.5/5 en benoemde het tot 3e beste album van 2014.

## Discografie

### Album
- Submit X (2014)

### Singles/ep's
- Gesloten Cirkel (2009)
- Moustache Techno Series 001 (2011)
- Hole (2013)
- M-011 (2015)
- M-012 (2015)

### Andere verschijningen
- Asleep op verzamel-EP Test Pilot Volume 2 (2015)

### Remixen
- 2010 DJ Gio MC-505 - Cosmic Cruncher (Gesloten Cirkel Remix)
- 2012 Conforce - 24 (Gesloten Cirkel Remix)
- 2013 Candyblasta - Hippocratic Oath (Gesloten Cirkel Remix)
- 2014 Mark Du Mosch - Living Up (Gesloten Cirkel Remix)